# Turcomenistão nos Jogos Olímpicos de Verão de 2004
O Turcomenistão competiu nos Jogos Olímpicos de Verão de 2004, em Atenas, na Grécia.